# Laski Koszalińskie
Laski Koszalińskie (phát âm tiếng Ba Lan: [ˈlaskʲi kɔʂaˈlij̃skʲɛ]; trước đây là tiếng Đức: Latzig) là một ngôi làng thuộc khu hành chính của Gmina Biesiekierz, thuộc quận Koszalin, West Pomeranian Voivodeship, ở phía tây bắc Ba Lan. Nó nằm khoảng 3 kilômét (2 mi)   phía đông Biesiekierz, 9 km (6 mi) phía tây nam Koszalin và 128 km (80 mi) về phía đông bắc của thủ đô khu vực Szczecin.
Trước năm 1945, khu vực này là một phần của Đức. Đối với lịch sử của khu vực, xem Lịch sử của Pomerania.

Ngôi làng có dân số 260 người. 
1. ↑  "Central Statistical Office (GUS) - TERYT (National Register of Territorial Land Apportionment Journal)" (bằng tiếng Ba Lan). ngày 1 tháng 6 năm 2008.